# Schizotyp störning
Schizotyp störning, även schizotyp personlighetsstörning, förkortat STPD, är en psykisk störning som karaktäriseras av ett behov av social isolering, paranoia, udda beteende och tänkande, derealisation och okonventionella övertygelser. Personer med störningen upplever stark social ångest som beror på överdriven misstänksamhet mot andra snarare än en dålig självkänsla. På grund av detta undviker de att bilda sociala relationer med andra människor. Andra vanliga symptom är ett udda, ibland svårbegripligt, tal och en udda klädstil. Drabbade personer har vidare ofta föreställningar om verkligheten som av andra betraktas som bisarra och egenartade. De har exempelvis en tendens att tro på paranormala fenomen, såsom telepati, reinkarnation eller att ha ett sjätte sinne. Ett avvikande känsloliv, antingen i form av känslomässig avflackning eller en olämplig uppvisning av känslor, är också ett kännetecken för störningen. De har ofta ett intrikat sätt att associera, kopplar lätt ihop känslor med föremål och vice versa. Till synes vardagliga "värdelösa" föremål/händelser kan ges olika värdebärande och viktiga betydelser vilket gör det ganska svårt för en utomstående att interagera med den schizotypes komplexa tillvaro.
Störningen är ovanlig och på grund av den låga förekomsten är den inte mycket utforskad. Den förekommer uppskattningsvis hos 0,6 % till 4,6 % av befolkningen och är något vanligare hos män. Vissa auktoriteter anser dock att störningen, framförallt i dess mest höggradiga form, endast förekommer hos 0,05 % till 0,1 % av befolkningen. Förekomsten är högre hos släktingar till personer med schizofreni, och störningen betraktas allmänt som en ”schizofrenispektrumstörning”. Den kallades tidigare för bland annat borderline schizofreni och pseudoneurotisk schizofreni.

## Diagnos

### DSM-5
DSM-5 definierar schizotyp personlighetsstörning som ”genomgripande mönster av sociala och interpersonella brister präglade av akut obehag vid, och minskad förmåga att bilda, nära relationer såväl som av kognitiva eller perceptuella störningar och excentricitet i beteende, som börjar i tidig vuxen ålder och som förekommer i olika sammanhang”.
Minst fem av följande symptom måste vara närvarande för att en diagnos skall kunna ställas:
- hänsyftningsidéer
- udda övertygelser eller magiskt tänkande
- onormala perceptuella upplevelser
- udda tankegångar och tal
- paranoia
- olämplig eller avtrubbad affekt
- udda beteende eller utseende
- brist på nära vänner
- stark social ångest som inte avtar med ökad bekantskap och som härrör från paranoia snarare än en negativ självkänsla

Symptomen får inte endast förekomma i kombination med schizofreni eller en annan störning med liknande symptom.

### ICD-10
ICD-10 klassificerar schizotyp störning (F21) som en psykisk störning associerad med schizofreni, snarare än en personlighetsstörning såsom i DSM-5.
Tre eller fyra av följande symptom måste ha varit närvarande, kontinuerligt eller periodvis, under minst två år för att en diagnos skall kunna ställas:
1. Olämplig eller avtrubbad affekt (individen verkar kall och asocial).
2. Udda, excentriskt eller egenartat beteende eller utseende.
3. Frånskildhet från andra och en tendens till socialt tillbakadragande.
4. Udda övertygelser eller magiskt tänkande som påverkar beteendet och som inte följer subkulturella normer.
5. Misstänksamhet eller paranoida idéer.
6. Överdriven själviakttagelse utan inre motstånd.
7. Ovanliga perceptuella upplevelser, däribland somatosensoriska (kroppsliga) eller andra illusioner, depersonalisation eller derealisation.
8. Vagt, omständligt, metaforiskt, överdrivet eller stereotypt tänkande, manifesterat av udda tal eller på andra sätt, utan grov brist på sammanhang.
9. Tillfälliga övergående kvasipsykotiska perioder med intensiva illusioner, rösthallucinationer eller andra hallucinationer och illusioner, som vanligtvis uppkommer utan utomstående provokation.

Individen får vidare aldrig ha uppfyllt kriterierna för schizofreni.

## Komorbiditet
Ungefär hälften av alla med schizotyp störning har också någon gång lidit av egentlig depression i sitt liv. Det är också vanligt att personer med schizotyp störning även har andra personlighetsstörningar – i synnerhet schizoid, paranoid, narcissistisk och undvikande personlighetsstörning. Ett fåtal personer med schizotyp störning utvecklar senare schizofreni, men de flesta gör det inte.
Vid bruk av metamfetamin har personer med schizotyp störning en avsevärt förhöjd risk att utveckla permanent drogutlöst psykos.
Pareidoli/Apofeni är också vanligt förekommande hos dessa individer. 

## Behandling
Det finns få studier beträffande specifik behandling av schizotyp störning. Personer med störningen upplever ofta inte störningen i sig som ett problem. De anser sig själva helt enkelt vara annorlunda eller icke-konformistiska, snarare än att lida av en psykisk störning. I de fall de söker hjälp, gör de det därför i regel för samsjukliga tillstånd såsom depression, ångest eller social fobi istället för sin personlighetsstörning. Vanlig behandling mot schizotyp störning är psykoterapi.

## Historia
Ordet ”schizotyp” myntades av den ungerske psykoanalytikern Sandor Rado år 1956 som ett teleskopord av ”schizofren fenotyp”. Begreppet schizotypi, som ibland oegentligt används för störningen, är dock ett bredare psykologiskt begrepp som inte specifikt syftar på schizotyp störning.